# Burn It Down
Ne doit pas être confondu avec Burn It Down (chanson d'Avenged Sevenfold).
Singles de Linkin Park
Iridescent
(2011) Lost in the Echo
(2012)
Pistes de Living Things
In My Remains Lies Greed Misery
Burn It Down est le premier single du cinquième album studio Living Things du groupe américain Linkin Park sorti le 16 avril 2012. Cette chanson reste proche du style de l'album A Thousand Suns (paru en 2010) tout en reprenant quelques caractéristiques des anciens albums de Linkin Park  : on retrouve les guitares électriques saturées et un chant puissant au refrain, ainsi qu'un rap énergique au bridge. Le single connaît un succès important en Europe, notamment en France où c'est le premier single depuis Shadow of the Day à entrer dans le SNEP Chart.

## Classements hebdomadaires
| Classement (2012)                       | Meilleure position |
| --------------------------------------- | ------------------ |
| Allemagne (Media Control AG)            | 2                  |
| Australie (ARIA)                        | 41                 |
| Autriche (Ö3 Austria Top 40)            | 10                 |
| Belgique (Flandre Ultratip 100)         | 6                  |
| Belgique (Wallonie Ultratop 50 Singles) | 20                 |
| Canada (Hot 100)                        | 33                 |
| Danemark (Tracklisten)                  | 37                 |
| Écosse (OCC)                            | 28                 |
| Espagne (PROMUSICAE)                    | 43                 |
| États-Unis (Hot 100)                    | 30                 |
| États-Unis (Pop Airplay)                | 24                 |
| États-Unis (Alternative Songs)          | 1                  |
| France (SNEP)                           | 47                 |
| Irlande (IRMA)                          | 43                 |
| Italie (FIMI)                           | 43                 |
| Japon (Hot 100)                         | 3                  |
| Nouvelle-Zélande (RMNZ)                 | 13                 |
| Pays-Bas (Single Top 100)               | 59                 |
| Royaume-Uni (UK Singles Chart)          | 27                 |
| Royaume-Uni (UK Rock Chart)             | 1                  |
| Suisse (Schweizer Hitparade)            | 12                 |

| Classement (2017) | Meilleure position |
| ----------------- | ------------------ |
| Portugal (AFP)    | 91                 |

## Certifications
| Pays              | Certification | Unités certifiées |
| ----------------- | ------------- | ----------------- |
| Allemagne (BVMI)  | Platine       | 300 000           |
| Autriche (IFPI)   | Or            | 15 000            |
| États-Unis (RIAA) | 2 × Platine   | 2 000 000         |
| Italie (FIMI)     | Platine       | 30 000            |
| Royaume-Uni (BPI) | Argent        | 200 000           |
| Suisse (IFPI)     | Platine       | 30 000            |

Streaming
| Pays            | Certification | Unités certifiées |
| --------------- | ------------- | ----------------- |
| Danemark (IFPI) | Or            | 900 000           |